# مجمع معجزات

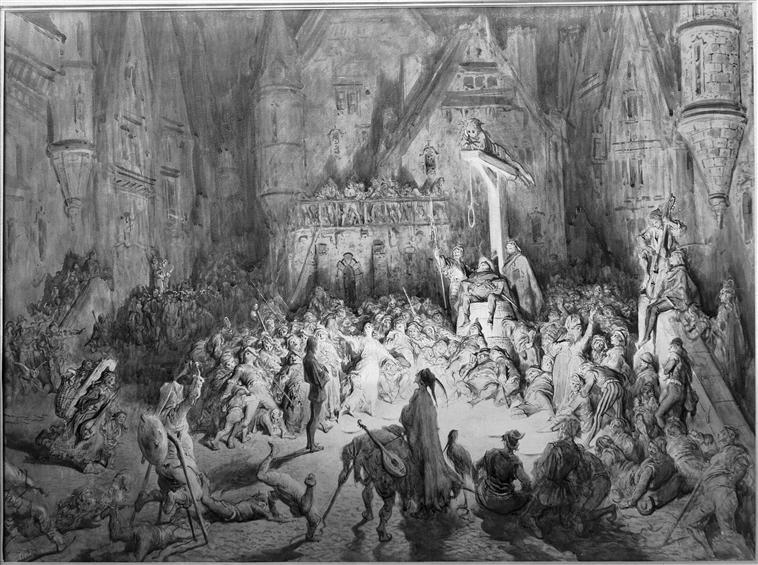
تصویری خیالی از کور دِ میرَکل که توسط گوستاو دوره در گوژپشت نتردام ترسیم شده است.

کور دِ میرَکل (Cour des Miracles مجمع معجزات) در فرانسه به مناطق زاغه نشین پاریس، که مأوای مهاجران روستایی و بیکار بود، گفته می‌شد.
این مناطق تا زمان سلطنت لوئی چهاردهم ۱۶۴۳ - ۱۷۱۵) بزرگ و بزرگ‌تر شد. بینوایان و گوژپشت نوتردام، رمان‌های معروف نویسنده‌ی فرانسوی، ویکتور هوگو از این منطقه الهام گرفته شده است. 